# Gerard Slotemaker de Bruine
Gerard Hendrik Slotemaker de Bruine, zelf schreef hij zijn naam altijd als Slotemaker de Bruïne (Beilen, 29 januari 1899 – Den Haag, 27 december 1976) was een Nederlands bedrijfsmedewerker, ambtenaar en politicus. Voor de PSP zat hij tussen 1963 en 1967 in de Tweede Kamer.
Hij was de zoon van CHU-minister Jan Rudolph Slotemaker de Bruine en Cornelia de Jong. Hij was zeer actief in het verzet, met name in de spionagegroep 'de Zwitserse weg'. Na de oorlog werd Slotemaker de Bruine directeur van het wetenschappelijke bureau van de PvdA, met welke partij hij vanwege de Indonesische kwestie brak. Hij fungeerde als buitenlandwoordvoerder van de PSP-fractie en viel de Vietnampolitiek van Luns aan. Slotemaker de Bruine was echter geen wervend spreker en hij verdween na één periode uit de Kamer.

## Partijlidmaatschappen
- Sociaal-Democratische Arbeiderspartij (SDAP), van december 1944 tot 9 februari 1946
- Partij van de Arbeid (PvdA), van 9 februari 1946 tot 21 juli 1947 (trad uit de PvdA vanwege de politionele acties in Nederlands-Indië)
- Pacifistisch-Socialistische Partij (PSP), van 1959 tot november 1973 (bedankte als lid)

## Loopbaan
- maatschappelijk werker NV Philips' Gloeilampenfabriek te Eindhoven, van 1927 tot 31 december 1931
- medewerker afdeling arbeidsrecht Centraal Beheer te Amsterdam, vanaf 1 januari 1932
- chef administratieve afdeling Centraal Beheer te Amsterdam tot 1942 (Centraal Beheer werd later het GAK)
- ondergedoken als Geert van Geffen (schuilnaam en pseudoniem)
- secretaris (voor Amsterdam) College van Vertrouwensmannen, van augustus 1944 tot mei 1945
- directeur Wiardi Beckman Stichting, wetenschappelijk bureau SDAP (later PvdA), van juli 1945 tot 21 juni 1947 (nam ontslag vanwege de Indonesië-politiek van de PvdA)
- wetenschappelijk hoofdambtenaar Centraal Bureau voor Organisatie, Dienst der Rijksbegroting, ministerie van Financiën, van 1948 tot 1949
- hoofd Centraal Bureau voor Organisatie, Dienst der Rijksbegroting, ministerie van Financiën, van 1949 tot 1951
- wetenschappelijk hoofdmedewerker sociaal-culturele afdeling Centraal Planbureau, van 1951 tot juni 1963
- lid Tweede Kamer der Staten-Generaal, van 5 juni 1963 tot 22 februari 1967

## Partijpolitieke functies
- lid koloniale commissie (illegale) SDAP, van 1944 tot 1945
- lid commissie beginselprogramma PvdA, van 27 juli 1946 tot 24 april 1947
- lid commissie Indonesië PvdA
- lid Raad van Advies PSP, van 1959 tot 1962
- voorzitter Landelijke Sectie voor Vertegenwoordigende Lichamen PSP
- voorzitter PSP, van 30 juni 1963 tot 4 oktober 1964

## Nevenfuncties
- hoofdredacteur Eltheto, blad van de NCSV, vanaf 1925
- leider werklozenkamp Amsterdamse Maatschappij voor Jonge Mannen
- secretaris Raad van Nederlandse Raad van Kerken voor Practisch christendom, vanaf 1938
- redacteur christelijk weekblad Woord en Geest, van 1939 tot 1941
- lid commissie voor de perszuivering, omstreeks 1946
- lid Commissie van Bijstand RIOD (Rijksinstituut voor Oorlogsdocumentatie), omstreeks 1950
- secretaris-penningmeester ad interim Vereniging Nederland-Indonesië, vanaf 1947
- lid bestuur Verbond van Wetenschappelijke Onderzoekers
- voorzitter redactie "Wetenschap en Samenleving", van 1956 tot 1960
- vicevoorzitter Wereld Federalisten Beweging
- lid bestuur World Association of World Federalists

## Opleiding
- gymnasium-a te Utrecht
- rechten Rijksuniversiteit Utrecht, van 1919 tot 16 december 1924
- sociale economie (niet voltooid) Rijksuniversiteit Utrecht, 1924

## Activiteiten als parlementariër
- Slotemaker de Bruine hield zich in de Tweede Kamer bezig met financieel-economische en internationale zaken
- Hij interpelleerde in 1965 minister Luns over het beleid ten aanzien van de oorlog in Vietnam

## Wetenswaardigheden uit de privésfeer
- Slotemaker de Bruine was vanaf 1942 betrokken bij de inlichtingenorganisatie "Zwitserse weg", die berichten via Genève en Lissabon naar Londen doorstuurde ten behoeve van de Nederlandse regering in ballingschap
- Hij was medeoprichter van de Vereniging voor Arbeidsrecht (1932)

## Verenigingen, sociëteiten, genootschappen
- lid Nederlandse Christen-Studenten Vereniging (NCSV)
- lid Vereniging Nederland-Indonesië

- Biografisch Portaal: 67301031
- International Standard Name Identifier: 0000 0003 9369 8526
- Nederlandse Thesaurus van Auteursnamen: 072051175
- Parlement.com: vg09ll8pdfyu
- Système universitaire de documentation: 121749487
- Virtual International Authority File: 288016473
- WorldCat: E39PBJghhWXPMYMBJHJkDk8wG3